# Estación Calabacilla
Calabacilla es la estación de ferrocarril de la localidad de Calabacilla, provincia de Entre Ríos, República Argentina. 

## Servicios
Se encuentra precedida por el Estación Clodomiro Ledesma y le sigue la Apeadero Benito Legerén.